# トランブレ＝アン＝フランス
トランブレ＝アン＝フランス （Tremblay-en-France）は、フランス、イル＝ド＝フランス地域圏、セーヌ＝サン＝ドニ県のコミューン。1989年8月20日、トランブレ＝レ＝ゴネス（Tremblay-lès-Gonesse）より変更した。

## 地理
トランブレは、県最大の面積を持つコミューンである。マルヌ川、セーヌ川、オワーズ川の谷に刻まれたプレーヌ・ド・フランス（ペイ・ド・フランス地方北部を指す）に属する。
かつてのトランブレ＝レ＝ゴネスは、3つの地域に分かれていた。ロワシーとトランブレにまたがるシャルル・ド・ゴール国際空港、そして市街地から空港によって切り離された北部の古い村落ヴュー・ペイ、そしてグラン・アンサンブルと呼ばれるほとんどが貸事務所で占められるビル群である。
トランブレは、1960年代から1970年代の都市開発から救われた70エーカーの森林（イル＝ド＝フランス北部を覆う有数の森）でも有名である。

## 歴史

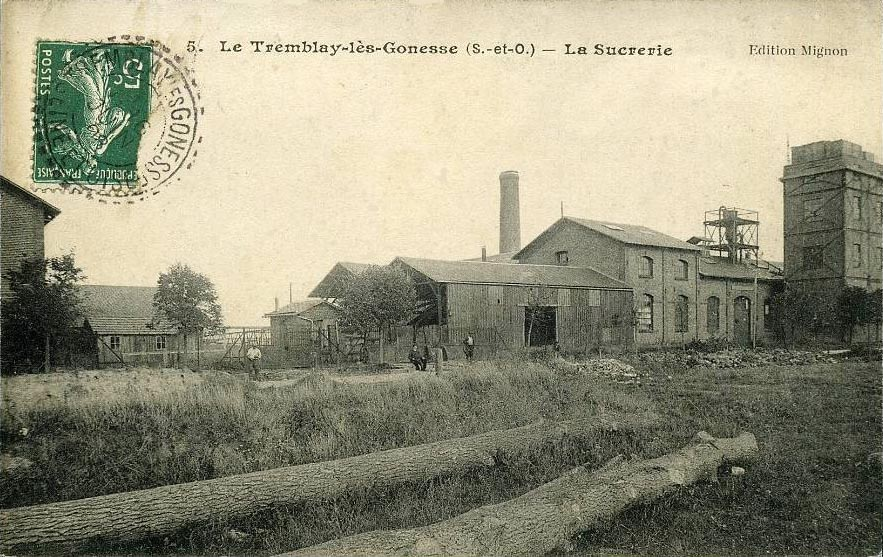
1900年代の精糖工場

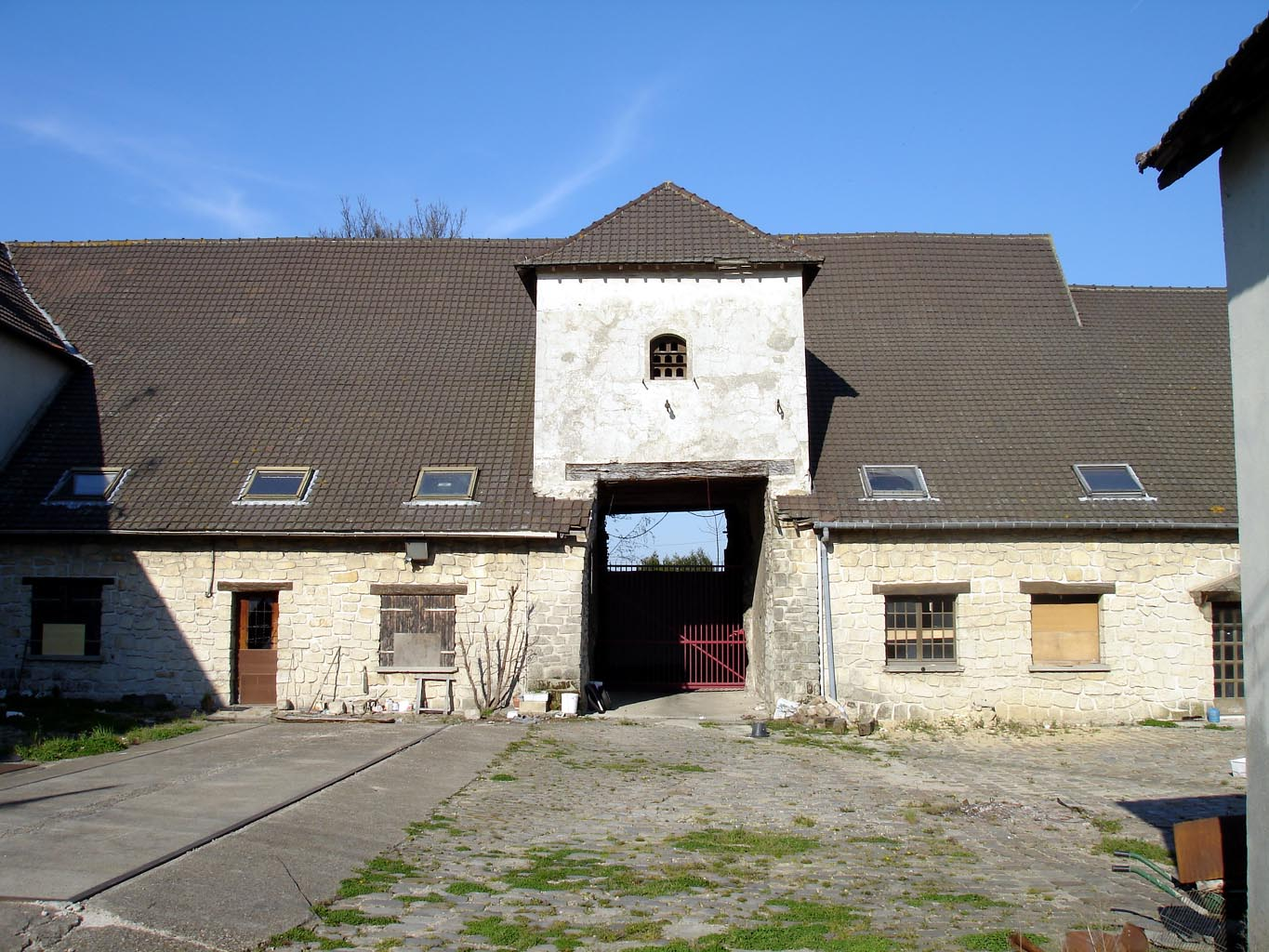
ヴュー・ペイの古い農家

トランブレとは、ラテン語のトレムレトゥム（tremuletum、アスペンの森または白いポプラ）から派生した地名である。フランスとは、パリ北東部を占める農村地帯、ペイ・ド・フランスからとられた。
農民が畑を掘り起こした際や、ウルク運河掘削の時、旧石器時代、新石器時代につくられた石器が発見されている。村はソース川水源周囲にあった。
834年、ルイ1世が当時絶大な権力を持つサン＝ドニ修道院へトランブレを寄進した。院長シュジェールはこの地に城を築き、農奴を解放した。862年にサン＝ドニ修道院は地名をTrimlidumと記した。
中世以降、村はプティ・トランブレとグラン・トランブレに二分された。当時の住民は目覚しい穀物生産と、羊毛の売買で生業を立てていた。1566年、シャルル9世はトランブレに2つの市場を行う権利を承認した。
アンシャン・レジーム時代には、トランブレ＝アン＝フランス（Tremblay-en-France）またはトランブレ＝サン＝ドニ（Tremblay-Saint-Denis）と呼ばれていた。
主要道から外れていたトランブレは、フランス革命まで歴史上の事件ほとんどを経験することがなかった。最初の重要な発展は、ナポレオン1世がウルク運河建設を決定したことだった。運河によって、農民はパリまで農産物を売りに行くことが可能になった。普仏戦争では農民がパリへ逃れ、作物が荒らされた。革命以降単にトランブレと呼ばれていたが、1887年にレ＝ゴネス（lès-Gonesse）が付け加えられた。
1920年以降、コミューン南部のかつての荒地にパリ＝ソワソン間の鉄道が通り、鉄道沿いに住宅建設が始まった。1974年にはコミューンの北端へシャルル・ド・ゴール空港が拡張された。

## 交通
- 道路 - A104、RN3
- 鉄道 - シャルル・ド・ゴール空港第2TGV駅。RER B線ヴェール＝ギャラン駅

## 出身者
- ジュリー・カニヨン：フィギュアスケート選手
- クリストフ・リブロン：自転車競技選手
- マグネス・アクリウシェ : サッカー選手